# Sanagafloden
Sanagafloden (tidligere på tysk: Zannaga) er den største flod i Cameroun beliggende i Eastregionen, Centreregionen og Littoral Region, og den er omkring 603 km fra sammenløbet af Djérem og Lom-floderne. Den samlede længde af Sanaga-Djerem-flodsystemet er omkring 1.067,5 km. Djerem er den længste kilde til Sanaga-floden med en samlet længde på 464,5 km.

## Flodens løb
Sanagafloden har sit udspring ved Adamawa-plateauet. Det er dannet af sammenløbet af Djérem og Lom-floderne i den nordlige del af østregionen. Djéremfloden har en samlet længde på 464,5 km og Lomfloden en samlet længde på 4242 km. Bortset fra disse oprindelige floder er Sanagas største biflod Mbamfloden med en samlet længde på 548 km.

## Klima
Sanagafloden danner en grænse mellem to tropiske fugtige skovøkoregioner. Cross-Sanaga-Bioko kystskovene ligger mod nord mellem Sanagafloden og Crossfloden i Nigeria, og de atlantiske ækvatoriale kystskove strækker sig syd for floden gennem det sydvestlige Cameroun og Ækvatorialguinea, Gabon, Republikken Congo, Cabinda og Den Demokratiske Republik Congo.

## Dæmninger og reservoirer
Der er 2 dæmninger med tilhørende vandkraftværker ved Sanaga-floden: Song Loulou med en kapacitet på 384 MW og Edea med en kapacitet på 264 MW